# 知らなかったの
「知らなかったの」（しらなかったの）は、1969年1月20日に発売された伊東ゆかりのシングル。

## 解説
- 本作はオリコンチャートで、最高位に3位入りするヒットを記録した[1]。なお同年大晦日の第20回NHK紅白歌合戦では、伊東自身7回目の出場を果たすと共に、紅組司会も兼任した（ただし披露楽曲は「宿命の祈り」）。

## 収録曲
- 両楽曲共に、作詞：山口あかり、作曲：平尾昌晃、編曲：宮川泰

1. 知らなかったの (3分3秒)
2. おしゃれな恋 (3分7秒)